# Bulbophyllum rubrigemmum
Bulbophyllum rubrigemmum är en orkidéart som beskrevs av Johan Hermans. Bulbophyllum rubrigemmum ingår i släktet Bulbophyllum och familjen orkidéer. Inga underarter finns listade i Catalogue of Life.